# Мінімальний розмір статутного фонду страховика
Мінімальний розмір статутного фонду страховика — мінімальний розмір статутного фонду страховика, який займається видами страхування іншими, ніж страхування  життя, встановлюється в сумі, еквівалентній 1 млн євро, а страховика, який займається страхуванням життя, - 10 млн євро за валютним обмінним курсом валюти України.
Зміни щодо мінімального розміру статутного фонду страховика, який займається страхуванням життя були внесені з 17.05.2013 року, через п'ять років членства України у СОТ 
До 17 травня 2013 року мінімальний розмір статутного фонду страховика, який займається страхуванням  життя, було встановлено в сумі, еквівалентній 1,5 млн євро за валютним обмінним курсом валюти України